# Прійт Томсон
Прійт Томсон (3 листопада 1942) — радянський баскетболіст.
Бронзовий призер Олімпійських Ігор 1968 року.
Переможець літньої Універсіади 1970 року.
Чемпіон Європи 1967, 1969, 1971 років.
Чемпіон світу 1967, 1974 років.
Бронзовий призер Чемпіонату світу 1970 року.